# Ephemerum asiaticum
Ephemerum asiaticum là một loài rêu trong họ Ephemeraceae. Loài này được Paris & Broth. mô tả khoa học đầu tiên năm 1901.